# Stanislav Grof
Stanislav Grof, né à Prague (Tchécoslovaquie) en 1931, est un psychiatre tchèque, pionnier dans la recherche des états modifiés de conscience.

## Biographie
Stanislav Grof commence ses recherches sur les drogues psychédéliques, surtout le LSD, en 1956 à l'Institut de recherches psychiatriques de Prague où il les poursuit jusqu'en 1967. Il part alors pour Baltimore (Maryland, États-Unis) pour devenir chercheur et professeur de psychiatrie à l'université Johns-Hopkins. Vient le Printemps de Prague (janvier-août 1968), il reste aux États-Unis où, de 1967 à 1973, comme chef de projet au Centre de recherches psychiatriques du Maryland, il poursuit ses travaux sur le potentiel psychothérapeutique des états de conscience produits par l'utilisation du LSD dans un contexte approprié. Le programme porte en particulier sur certains types de population (toxicomanes, personnes en phases terminales, etc.) Dans les années 1970, sa première épouse, Joan Halifax, anthropologue, collabore avec lui dans un projet de recherche sur le LSD et sur "la rencontre de l'homme avec la mort". De 1973 à 1987, il est professeur résident à l'Institut Esalen, à Big Sur, Californie, où, avec sa seconde épouse, Christina Grof, professeur de yoga, il développe la "respiration holotropique" (1976).
Christina Grof est décédée en juin 2014. Depuis avril 2016, Stanislav Grof est mariée à Brigitte Grof née Ashauer. Ils partagent leur vie entre la Californie et l’Allemagne et animent des ateliers et des formations en Respiration Holotropique dans le monde entier.
Stanislav Grof est, avec Abraham Maslow, l'un des fondateurs de la psychologie transpersonnelle (1969) et l'inventeur de la respiration holotropique, une technique voisine du rebirth. Il a mis sur pied et dirigé pendant de nombreuses années le Grof Transpersonal Training, enseigne au California Institute of Integral Studies, et parcourt le monde pour donner des conférences et animer des séminaires de respiration holotropique.
Il fut président de l'International Transpersonal Association en 1971 et responsable de congrès internationaux dans le domaine transpersonnel.
Aujourd'hui (2007), Stanislav Grof fait partie des conseillers scientifiques de l'Institut de recherche sur les expériences extraordinaires (INREES), qui a publié un Manuel clinique des expériences extraordinaires (Paris, InterEditions, 2009).

## Psychologie périnatale et psychologie transpersonnelle
Stanislav Grof distingue dans la psyché trois niveaux, trois "plans de l'inconscient" :
1. Le biographique et l'inconscient individuel (découvert par Sigmund Freud).
2. Le domaine périnatal (découvert par Otto Rank en 1924), rattaché aux expériences de naissance et de mort.
3. Le domaine transpersonnel, qui concerne les états non ordinaires de conscience et l'inconscient collectif (découvert par Carl Gustav Jung).

Ces deux derniers domaines forment le transbiographique.
Dans Les royaumes de l'inconscient humain (1975), Grof distingue quatre structures expérientielles, qu'il nomme matrices périnatales fondamentales, MPF (1969). 
- "La MPF I est liée à la vie intra-utérine à un stade avancé de la grossesse" (Quand l'impossible arrive, p. 351). Ce moment correspond à des expériences où sont absentes les limites, par exemple la conscience de l'océan, l'espace interstellaire, la Mère Nature. Les thèmes archétypiques de l'inconscient collectif font intervenir le paradis. Du point de vue freudien, c'est la "satisfaction libidinale au niveau des zones érogènes" (Les nouvelles dimensions de la conscience, p. 28).
- "La MPF II reflète l'expérience de terreur claustrophobique et de désespoir que vit le fœtus au moment où l'utérus se contracte, alors que le col n'est pas encore ouvert." Ce moment correspond à des expériences où intervient la menace, des sentiments d'anxiété croissante. Les thèmes archétypiques de l'inconscient collectif font intervenir la descente aux enfers. Du point de vue freudien, c'est la frustration orale, la rétention, la frustration sexuelle.
- "La MPF III est associée au passage difficile à travers le canal pelvi-génital, une fois que le col est suffisamment dilaté." Ce moment correspond à des expériences de lutte titanesque, de sado-masochisme, de scatologie, de rencontre avec le feu. Les thèmes archétypiques de l'inconscient collectif font intervenir le Purgatoire, le Jugement dernier. Du point de vue freudien, c'est : "mastication et déglutition de nourriture, agression et destruction orale, processus d'excrétion, agression anale, agression phallique".
- "Enfin, la MPF IV reproduit ce qui se passe au moment de la naissance et juste après." Ce moment correspond à des expériences de mort/renaissance. Les thèmes archétypiques de l'inconscient collectif font intervenir la libération, la rédemption. Du point de vue freudien, c'est : "situations dangereuses, fait d'avoir surmonté des obstacles sérieux".

Les expériences transpersonnelles couvrent une vaste dimension de la psyché : expérience d'unité duale, identification à d'autres personnes, identification et conscience de groupe, identification à des animaux, identification à des végétaux et à des processus botaniques, conscience planétaire, expériences embryonnaires et fœtales, expériences ancestrales, expériences d'incarnations passés, expériences spirites et médiumniques, phénomènes énergétiques du corps subtil, expériences de séquences mythologiques, expériences d'archétypes universels, psychokinèse, etc. (Les nouvelles dimensions de la conscience, p. 56-58).
Grof a mis au point une "thérapie holotropique" (visant la globalité ou se déplaçant vers la plénitude) qui combine en trois procédures : respiration accélérée, musique, travail sur le corps. "Dans la respiration holotropique, la conscience est modifiée en associant la respiration rapide, une musique évocatrice et un travail sur le corps visant à éliminer les blocages énergétiques" (Quand l'impossible arrive, p. 9).
Les travaux de Grof sur le LSD aboutissent à l'idée que certains problèmes psychiatriques, classés comme psychoses, sont en réalité des expériences spirituelles et que le LSD et d'autres substances psychédéliques peuvent être des outils de guérison en psychologie et psychiatrie. Le LSD a été interdit aux États-Unis dès 1966.

## Œuvres
- Royaumes de l'inconscient humain : la psychologie des profondeurs dévoilée par l'expérience LSD (Realms of The Human Unconscious: Observations from LSD Research, 1975), Monaco, Éditions du Rocher, 1983, 280 p.
- La rencontre de l'homme avec la mort (en collaboration avec Joan Halifax) (The Human Encounter with Death, 1977), Monaco, Éditions du Rocher, 1982, 281 p.
- Au-delà de la mort : les portes de la conscience (Beyond Death: The Gates of Conciousness, 1980, en collaboration avec Christina Grof), trad., Seuil, coll. "Albums", 1991, 95 p.
- LSD Psychotherapy, Hunter House, Pomona, 1980.
- Ancient Wisdom and Modern Wisdom, Suny Press, New York, 1984.
- Psychologie transpersonnelle : une approche globale et spirituelle pour épanouir sa conscience (Beyond the Brain: Birth, Death and transcendence in Psychotherapy, 1985), Monaco, Éditions du Rocher, 1984, 314 p. ; J'ai lu, 2009, 474 p.
- The Adventure of Self-Discovery
  - Les nouvelles dimensions de la conscience (The Adventure of Self-Discovery: Dimensions of Consciousness and New Perspectives in Psychotherapy, 1987), Éditions du Rocher, 1989, 276 p.
  - Nouvelles perspectives en psychiatrie, psychologie et psychothérapie : aux confins de la recherche contemporaine sur la conscience (The Adventure of Self-Discovery: New Perspectives in Psychotherapy, 1988), Alphée, 2010, 280 p.
- À la recherche de soi (en collaboration avec Christina Grof) (The Stormy Search for the Self, 1990), Rocher, 1992, 379 p.
- L'esprit holotropique : les trois niveaux de la conscience humaine (The Holotropic Mind: The Three Levels of Human Consciousness and How They Shape Our Lives, 1992), en collaboration avec Hal Zina bennet, Éditions du Rocher, 1992, 309 p.
- Le jeu cosmique (The Cosmic Game: Explorations of the Frontiers of Human Consciousness, 1998), Éditions du Rocher, 1998
- Pour une psychologie du futur : transformation psychique et paix intérieure (Psychology of the Future: Lessons from Modern Consciousness Research, 2000), Dervy, 2002, 632 p.
- Quand l'impossible arrive : aventures dans les réalités non ordinaires (When the Impossible Happens: Adventures in Non-Ordinary Reality, 2006), traduit de l'anglais par Olivier Clerc, Guy Trédaniel, 2007, 390 p.
- L'ultime voyage : la conscience et le mystère de la mort (The Ultimate Journey: Consciousness and the Mystery of Death, 2006), Guy Trédaniel, 2009, 476 p.
- "New Perspectives in Understanding and Treatment of Emotional Disorders", Chapter 13 in Psychedelic Medicine: New Evidence for Hallucinogens as Treatments, Michael J. Winkelman and Thomas B. Roberts (editors) (2007). Westport, CT: Praeger/Greenwood.